# Papiro 40
O Papiro 40 ({\displaystyle {\mathfrak {P}}}40) é um antigo papiro do Novo Testamento que contém fragmentos dos capítulos um a quatro, seis e nove da Epístola aos Romanos (1:24-27; 1:31-2:3; 3:21-4:8; 6:4-5.16; 9:16-17.27).